# Randers - byen der handler
|  | Denne artikel er oprettet af botten Steenthbot ud fra en ekstern database. Den kan derfor have sproglige fejl eller mangler. Denne skabelon kan fjernes efter kontrol af indholdet. |

Randers - byen der handler er en dansk dokumentarfilm fra 1983 instrueret af Aksel Hald-Christensen.

## Handling
En film om det levende handelsliv i Randers omkring 1983 med mange fine billeder fra byens gadeliv, markeder og nogle af den gamle købstads ældste huse. Filmens lydspor er desværre gået tabt.